# Frank Lampard
Frank James Lampard  (Romford, 20. lipnja 1978.) engleski je nogometni trener i bivši nogometaš. Trenutačno je trener Coventry Cityja. Bivši je član engleske nogometne reprezentacije. Lampard je najbolji strijelac Chelseaja svih vremena.

## Igračka karijera
Frank Lampard svoju igračku karijeru započeo je u londonskom londonskom West Hamu, gdje je igrao i njegov otac. Osigurao je prvo mjesto u momčadi u sezoni 1997./98. i pomogao je klubu završiti tu sezonu na petom mjestu u Premier Ligi, što je njihov najbolji završni poredak ikada. Lampard je u 148 ligaških nastupa postigao 24 pogotka. Za vrijeme igranja u West Hamu bio je na posudbi u Swansea Cityju (1995. – 1996.) za koji je odigrao 9 utakmica i tek jednom se upisao u listu strijelaca. Poslije sjajnih igara za West Ham, Frank Lampard prelazi 2001. godine u londonski Chelsea u kojem je igrao više od 13 godina, odigravši ukupno 648 utakmica i postigavši 211 pogodaka u svim natjecanjima. Sezonu 2014./15. igrao je u Manchester Cityju a sezonu 2015./16. u New York Cityju.

## Trenerska karijera
Od kolovoza 2017. godine počeo je povremeno raditi kao stručni komentator na BT sportu. Nakon čega počinje njegova trenerska karijera u Derby Countyju, 31. svibnja 2018. godine.